# Budd Knapp
Pour les articles homonymes, voir Knapp.
Budd Knapp est un acteur canadien né en 1913 décédé en 1982.

## Filmographie
- 1952 : The Big Revue (série TV) : Host
- 1953 : Eye Witness No. 59 de David Bairstow : Narrateur
- 1954 : Eye Witness No. 62 de David Bairstow et Hector Lemieux : Narrateur
- 1954 : A Thousand Million Years de Colin Low : Narrateur
- 1954 : Eye Witness No. 64 de Walford Hewitson et Hector Lemieux : Narrateur
- 1955 : Eye Witness No. 71 de Grant Crabtree et Hector Lemieux : Narrateur
- 1956 : Johnny Concho de Don McGuire
- 1957 : Eye Witness No. 90 de Maurice Blackburn et Grant Crabtree : Narrateur
- 1957 : Wildlife in the Rockies de William H. Carrick : Narrateur
- 1957 : The Salmon's Struggle for Survival de Walford Hewitson : Narrateur
- 1958 : Eye Witness No. 99 d'Hector Lemieux et Pierre Patry : Narrateur
- 1958 : Industrial Canada de Guy L. Coté : Narrateur
- 1958 : The Department Manager d'Hugh O'Connor : Narrateur
- 1958 : The Clerk de Allan Wargon : Narrateur
- 1958 : Quatermass and the Pit (série TV) : American Pilot
- 1960 : Méfiez-vous des inconnus (Never Take Sweets from a Stranger) de Cyril Frankel : Hammond
- 1961 : John A. Macdonald: The Impossible Idea de Gordon Burwash : Narrateur
- 1961 : Charles Tupper: The Big Man de Morten Parker : Joseph Howe
- 1962 : Alexander Galt: The Stubborn Idealist de Julian Biggs : Narrateur
- 1962 : Invitation to Murder : Attorney
- 1964 : John Cabot: A Man of the Renaissance de Morten Parker : Narrateur
- 1964 : David Thompson: The Great Mapmaker de Bernard Devlin : Narrateur
- 1966 : Inmate Training: Part 2 de Peter Pearson : Narrateur
- 1966 : Inmate Training: Part 1 de Peter Pearson : Narrateur
- 1966 : Julius Caesar (TV) : Jules César
- 1966 : Quentin Durgens, M.P. (série TV) : Jack Sewell
- 1971 : Talking to a Stranger (feuilleton TV) : The Father
- 1974 : House of Pride (série TV) : Ross Pride
- 1974 : Why Rock the Boat? de John Howe : Fred O'Neil
- 1974 : Child Under a Leaf (en) de George Bloomfield
- 1977 : Duplessis (feuilleton TV) : Peter Bercovitch
- 1978 : Les Femmes de 30 ans de George Kaczender : Father Confessor
- 1978 : Deux Solitudes (Two Solitudes) de Lionel Chetwynd : Sir Rupert Irons
- 1979 : Bravery in the Field (de) de Giles Walker : George
- 1979 : This Is Your Museum Speaking de Lynn Smith
- 1979 : Tudor King d'Allan Kroeker
- 1979 : Riel (TV) : Osler
- 1980 : The Spirit of Adventure: Night Flight (TV) : Roblet
- 1981 : A Choice of Two (en) de John Howe
- 1981 : Kings and Desperate Men: A Hostage Incident (en) d'Alexis Kanner : Juge McManus